# Swainsona formosa
Swainsona formosa  (Пустельний горох Стурта)— вид квіткових родини бобові (Fabaceae). Рослина названа на честь англійського ботаніка Ісаака Свайнсона. Специфічний епітет (formosa) означає «витончена форма», «красивий» або «гарний».  Квітка цієї рослини з  23 листопада 1961 року є квітковою емблемою штату Південна Австралія. 

## Поширення
Поширена у всіх континентальних штатах і Північній території Австралії, за винятком Вікторії. Рослина зустрічається у посушливих районах Австралії, переважно у центральній та західній частині материка.

## Опис
Рослина славиться своїми червоно-кровавими квітками з синьо-чорною плямою в центрі. Суцвіття мають висоту 9-10 сантиметрів та зазвичай забарвлені в червоні тони, але зустрічаються і різновиди з білими, кремовими і світло-рожевими квітами.Насіння тверде. Для посадки його потрібно спочатку замочити в гарячій, а не окропі, щоб проростити, як насіння плетені. Пустельний горох Стурта цвіте восени в китицях до 8 сузір'я, які тримаються на короткому стеблі. Це, ймовірно, найвражаючіша з усіх рослин внутрішньої Австралії, яка росте в посушливих  районах, де випадає менше 380 міліметрів опадів на рік.
У дикій природі квіти запилюються птахами. 